# Kinixys homeana
Kinixys homeana là một loài rùa trong họ Testudinidae. Loài này được Bell mô tả khoa học đầu tiên năm 1827.

## Hình ảnh

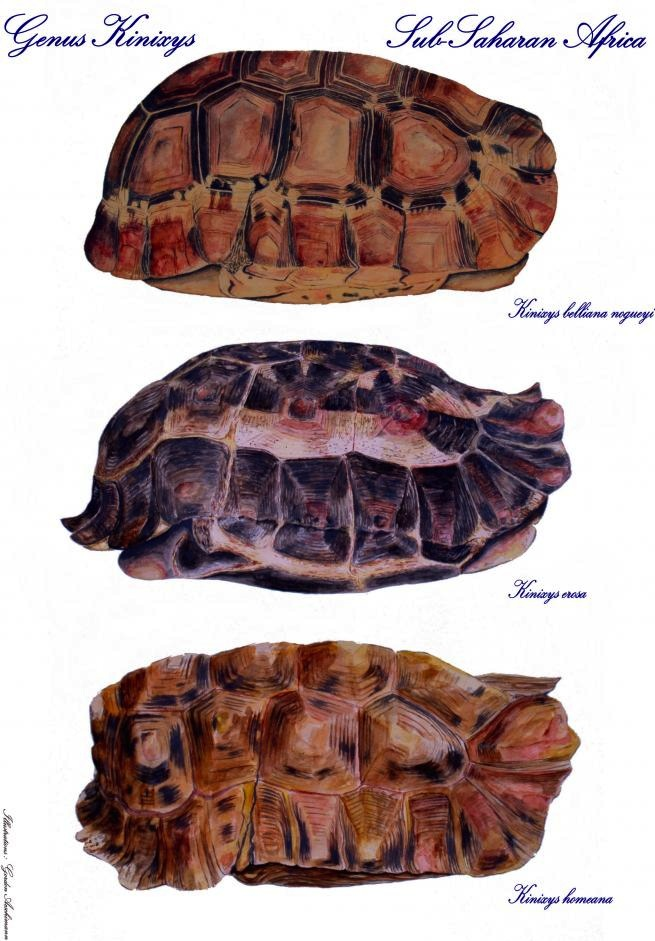